# August Siegmund von Zeutzsch
August Siegmund von Zeutzsch (* 10. September 1703 in Kühnitzsch; † 31. Januar 1771 in Dresden; begraben 3. Februar 1771 ebenda) war ein kursächsischer Kriegsrat und Generalleutnant und Rittergutsbesitzer.

## Familie
Er stammte aus dem Thüringer Geschlecht derer von Zeutsch. Seine Eltern waren der Oberst Caspar Heinrich von Zeutsch auf Burgk und dessen Ehefrau Katharina Elisabeth von Ploetz († 1724). 

## Leben
Wie sein Vater trat er in den Dienst des Kurfürsten von Sachsen und Königs von Polen und stieg in der Armee bis zum Generalleutnant der Kavallerie auf. Später wurde Zeutzsch Kriegsrat und mit Reskript vom 31. Januar 1764 zum Vizepräsidenten des Geheimen Kriegsratskollegiums in Dresden ernannt.
Nach dem Tod des Vaters verkaufte Zeutzsch 1742 das väterliche Rittergut Burgk bei Freital an Christian Theodor Seyler aus Neustadt bei Dresden. 1766 kam er in den Besitz des Ritterguts Drebach, das seine Witwe 1783 an Amalie Sophie von Schönberg verkaufte.
Zeutzsch hinterließ ein anonym veröffentlichtes umfangreiches Ortsverzeichnis vom Kurfürstentum Sachsen aus dem Jahre 1768, das 1791 in zweiter Auflage von Johann Christoph Schuricht (1718–1801) mit Nennung des Generals von Zeutzsch als Herausgeber der Erstauflage neu herausgegeben wurde.

## Familie
Er war mit Eleonore von Trützschler verheiratet. Das Paar hatte mehrere Kinder:
- Henriette Christine (11. November 1738; † 20. September 1790)

⚭ 1767 Anton Gustav von Werthern (* 11. März 1735; † 26. Mai 1770), Obersthofmeister
⚭ 1772 Rudolf Wilhelm Caspar (Andreas Wilhelm) von Kaufberg (* 3. Dezember 1744; † 3. Mai 1823)
- Heinrich August († 1742)
- Georg Rudolf († 1741)
- Adolf Siegfried, 1763 Leutnant
- Caroline Magdalena Sophie (* 1749) ⚭ Erich Wilhelm von Schierbrand (* 1745)[3]
- Heinrich Ludwig (1751–1788), starb als der letzter der Familie
- Charlotte Sophie († 19. Juni 1813) ⚭ Christian David von Sydow (* 26. August 1723; † 23. Juli 1781), Oberst[4]

## Werke
- Alphabetisches Verzeichnis aller in dem Churfürstenthum Sachßen und in denen dazu gehörigen incorporirten Landen befindlichen Chur-Fürstlichen Aemter, Städte, Schlösser, Dörfer und Forwerge, Friedrichstadt 1786. (online).
- Alphabetisches Verzeichnis aller in dem Churfürstenthum Sachsen und in denen dazu gehörigen incorporirten Landen befindlichen Schrift- und Amtsäßigen, auch accisbaren großen und kleinen Städte, Aemter, Schlösser, Flecken, Rittergüther, Dörfer, Forwerge, Kirchspiele, Poststationen, Schäfereyen, Mühlen, Schenken, wüsten Marken, aller Berg-Zechen-Gruben-Hütten- auch Wald-, Forst- und Jagd-Gebäude, desgleichen Hohen Oefen, Schmelzhütten, Poch- und Hammerwerke, auch Pechhütten etc., 2., vermehrte u. verbesserte Aufl., Dresden 1791. (online)